# Hinterschönau
Hinterschönau ist seit 1978 ein Gemeindeteil der Gemeinde Schönau am Königssee im oberbayerischen Landkreis Berchtesgadener Land.

## Geschichte
Vermutlich bereits ab Ende des 14. Jahrhunderts war Hinterschönau der 3. Gnotschafterbezirk der „Urgnotschaft“ Schönau im Berchtesgadener Land, das ab 1380 das Kernland der Reichsprälatur Berchtesgaden und der später eigenständigen, reichsunmittelbaren Fürstpropstei Berchtesgaden (1559–1803) bildete. Nach drei kurz hintereinander folgenden Herrschaftswechseln wurde 1810 das Berchtesgadener Land mit seinen Gnotschaften dem Königreich Bayern angegliedert und aus Schönau ab 1817 eine Gemeinde. 1978 erfolgte im Zuge der Gebietsreform in Bayern die Wiederzusammenlegung der Gemeinden Schönau und Königssee in die Einheitsgemeinde Schönau am Königssee mit in etwa gleicher Gebietsgröße der einstigen Urgnotschaft. Seither ist Hinterschönau ein Gemeindeteil bzw. eine Gnotschaft von Schönau am Königssee.

## Baudenkmäler
Siehe: Liste der Baudenkmäler in Schönau am Königssee#Hinterschönau
Koordinaten: 47° 36′ N, 12° 57′ O